# Melissa Sagemiller
Melissa Sagemiller (Washington D.C., 1 juni 1974) is een Amerikaanse actrice.

## Biografie
Sagemiller is een dochter van een politieke activiste en een professionele Americanfootballspeler die voor de New York Giants en Washington Redskins heeft gespeeld. Zij begon op driejarige leeftijd met haar acteer ambities, zij begon toen met het volgen van lessen in tapdansen, jazzballet en moderne dansen. Op negenjarige leeftijd maakte zij haar debuut in het theater met het toneelstuk To Kill a Mockinbird. Hierna speelde zij nog meerdere rollen in lokale theaters. Op veertienjarige leeftijd maakte zij haar debuut als model, dit heeft zij maar voor een korte tijd uitgevoerd totdat zij ging studeren in kunstgeschiedenis op de universiteit van Virginia in Charlottesville. na haar studie besloot zij om een professionele actrice te worden en nam les aan de Stella Adler conservatorium.
Sagemiller is getrouwd met acteur Alex Nesic, en heeft uit dit huwelijk twee kinderen.

## Filmografie

### Films
- 2014 Santa Con - als Carol Guthrie
- 2013 All I Want for Christmas - als Elizabeth
- 2010 The Rockford Files – als Beth Davenport
- 2007 Mr. Woodcock – als Tracy
- 2006 The Guardian – als Emily Thomas
- 2005 Life on the Ledge – als Claire
- 2005 Standing Still – als Samantha
- 2004 The Clearing – als Jill Hayes
- 2003 Love Object – als Lisa Bellmer
- 2002 Sorority Boys – als Leah
- 2001 Soul Survivors – als Cassie
- 2001 Get Over It – als Allison McAllister

### Televisieseries
Uitgezonderd eenmalige gastrollen.
- 2010 – 2011 Law & Order: Special Victims Unit – als A.D.A. Gillian Hardwicke – 11 afl.
- 2008 – 2009 Raising the Bar – als Michelle Ernhardt – 25 afl.
- 2005 – 2006 Sleeper Cell – als Gayle Bishop – 17 afl.

- Bibliothèque nationale de France: cb150553467 (data)
- International Standard Name Identifier: 0000 0001 1444 9966
- Library of Congress Control Number: no2008060803
- Nationale Bibliotheek van Israël: 987007460340505171
- Nationale Bibliotheek van Polen: a0000002063899
- Virtual International Authority File: 56897863
- WorldCat: E39PBJdmk3f7xTJwBtVpb64Dv3